# Großenmeer
Großenmeer ist ein Ortsteil der Gemeinde Ovelgönne im niedersächsischen Landkreis Wesermarsch.
Der Ort liegt südwestlich des Kernortes Ovelgönne an der südöstlich verlaufenden B 211. Nördlich und östlich verläuft die Landesstraße L 864. Durch den Ort fließt das Käseburger Sieltief (auch: Oldenbroker Sieltief), ein Tief, das der Entwässerung des überwiegend moorigen Gebietes dient.

## Name

Dat Meer in einer Karte von 1584

Grote meer in einer Karte um 1650

Große Meer in einer Karte von 1755

Der Name der früher selbständigen Gemeinde Großenmeer kommt von dem großen Binnengewässer, an dessen Rand die Besiedlung begann, und welches ähnlich wie das Zwischenahner Meer das Meer oder Großes Meer genannt wurde. 1417 wurde auch noch Neuenbruch als by deme mere lokalisiert (Ostfriesisches Urkundenbuch II Nr. 628). Vermutlich war es ursprünglich eine Verbreiterung eines westlichen Seitenarms der Weser, die über die heutige Jade und den Jadebusen in die Nordsee floss. Auf einer Karte von 1584 ist noch die Verbindung zwischen der Weser und dem Jadebusen zu sehen, die jedoch schon um 1481 getrennt wurde. In den nächsten Jahrhunderten hieß der See, aus dem jetzt nur noch die Jade zum Meer führte, Großes Meer. 1825 war das Binnengewässer weitgehend zu Hochmoor geworden, aber es gab immer noch im Moor einen tiefen See, der Meer genannt wurde.

## Geschichte
Als 1059 der Erzbischof Adalbert von Hamburg-Bremen dem Grafen Huno und seiner Frau Willa gestattete, in Rastede eine eigene Kirche zu stiften, wurde dem neuen Kirchspiel u. a. Merhusen zugeschlagen.
1108 versprach Graf Egilmar I. von Oldenburg dem Kloster Iburg 90 Bund Aale, die jeweils zum 8. September eines Jahres bei seinen Gutshöfen in Merehusen und Gethausen durch einen Boten des Abtes abgeholt werden könnten (Ostfriesisches Urkundenbuch I Nr. 223). Auch wenn diese beiden Orte manchmal am Zwischenahner Meer gesucht wurden, wo die Oldenburger Grafen ebenfalls begütert waren, handelte es sich sehr wahrscheinlich um Meerhausen im späteren Kirchspiel Großenmeer und Jethausen bei Varel.
Durch die Eindeichungen des Gebiets zum Jadebusen hin (Salzdeich) und die Durchdämmung der Lyne, für die vermutlich wasserbauerfahrene Kolonisten angeworben wurden, wurde um 1484/1500 weiteres Land gewonnen. Mere gehörte wie Oldenbroke und Nykenbroke zum Land Morryme und zum Bezirk des Mooriemer Gerichts im dortigen Mönchshof. 1506 schloss Graf Johann von Oldenburg und Delmenhorst mit den Einwohnern des Gerichtsbezirks einen Vertrag darüber, dass die Verwandten eines Totschlägers nicht für dessen Missetat hafteten (Ostfriesisches Urkundenbuch III Nr. 181). Vermutlich waren es Kolonisten, die hier eine Erleichterung gegenüber dem örtlichen Recht erhielten.
Nach dem Oldenburger Staatskalender von 1828 gehörte das Kirchspiel Großenmeer zum Amt Elsfleth im Kreis Oldenburg. Es bestand aus der Bauerschaft Meerkirchen mit den Ortschaften Meerkirchen, Kuhlen und Loyermoor, der Bauerschaft Moorseite mit den Ortschaften Moorseite, Salzendeich und Wulfsstraße sowie der Bauerschaft Oberströmische Seite mit den Ortschaften Oberströmische Seite und Barghorn. In jeder Bauerschaft gab es 50 Haushalte mit ca. 320 Einwohnern, so dass das Kirchspiel insgesamt 960 Einwohner hatte, davon 50 Gewerbetreibende.

## St. Anna-Kirche

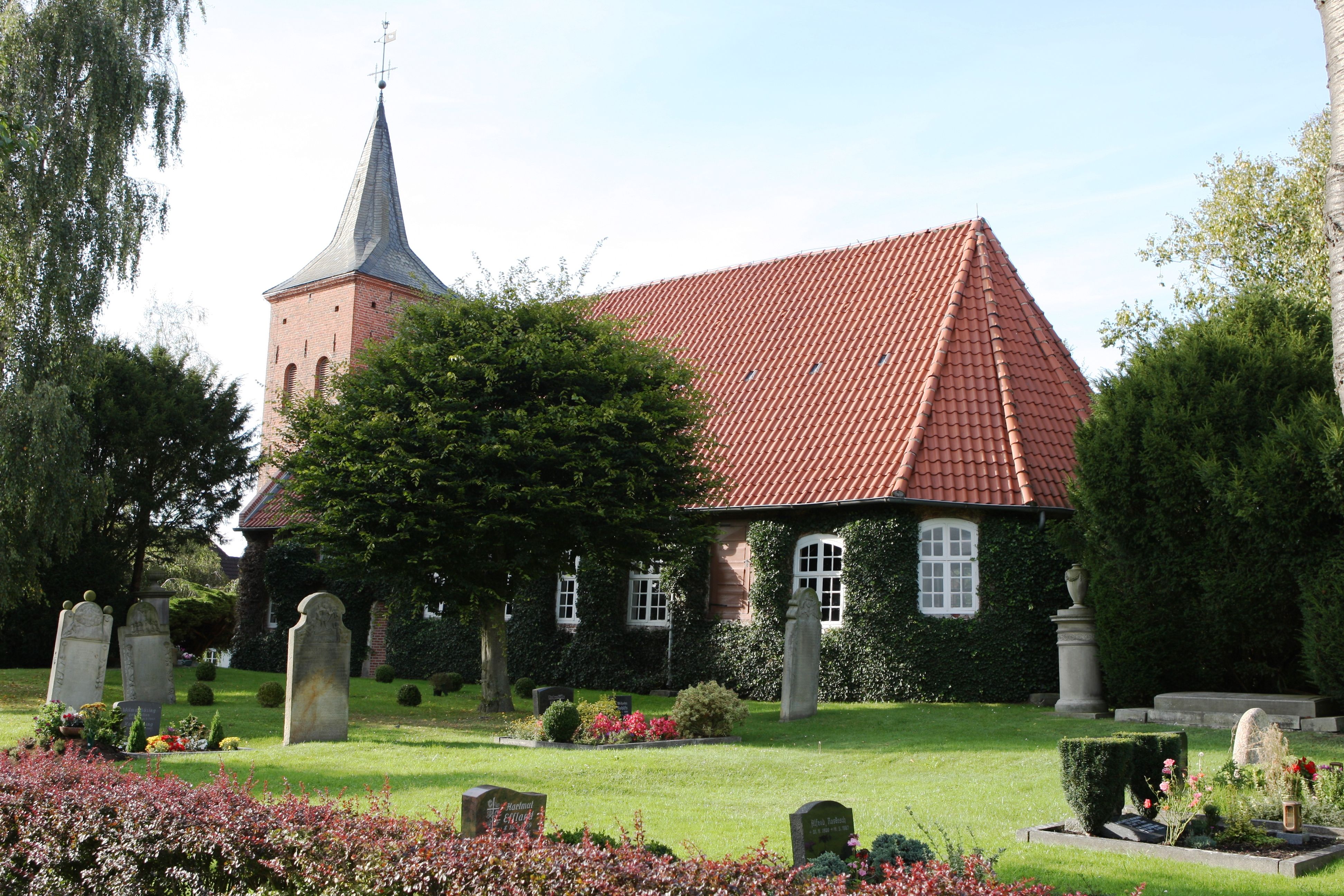
St.-Anna-Kirche in Großenmeer (April 2014)

Vermutlich wurde den Kolonisten auch wie üblich die Errichtung eigener Kirchen gestattet, soweit sie für deren Unterhaltung und die Versorgung eines eigenen Pastors aufkamen. Allerdings überließ Graf Johann 1504 mit Zustimmung des Rasteder Abtes seine Güter bey deme Mere, namentlich in Merhusen, fünf Meyern des Klosters Rastede auf Erbpacht und bestimmte ausdrücklich, dass sie nicht verpflichtet seien, am Bau der Kirche mitzuwirken und dort auch nicht kirchenpflichtig wären (Ostfriesisches Urkundenbuch III Nr. 170 und 171).
Die erste Kirche soll noch in Barghorn neben dem dortigen Fährhaus errichtet worden sein. Um 1600 wurde die Kirche an der jetzigen Stelle errichtet. 1609 wurde bei einer Visitation beanstandet, dass der Pastor nicht selbst predigte, sondern nur ablas. Seitdem eine Kirche existierte, wurde der Ort nicht mehr Meerhausen, sondern Meerkirchen genannt.

## Persönlichkeiten

### Söhne und Töchter des Ortes
- Gerhard Bakenhus (1860–1939), Maler

## Verkehr

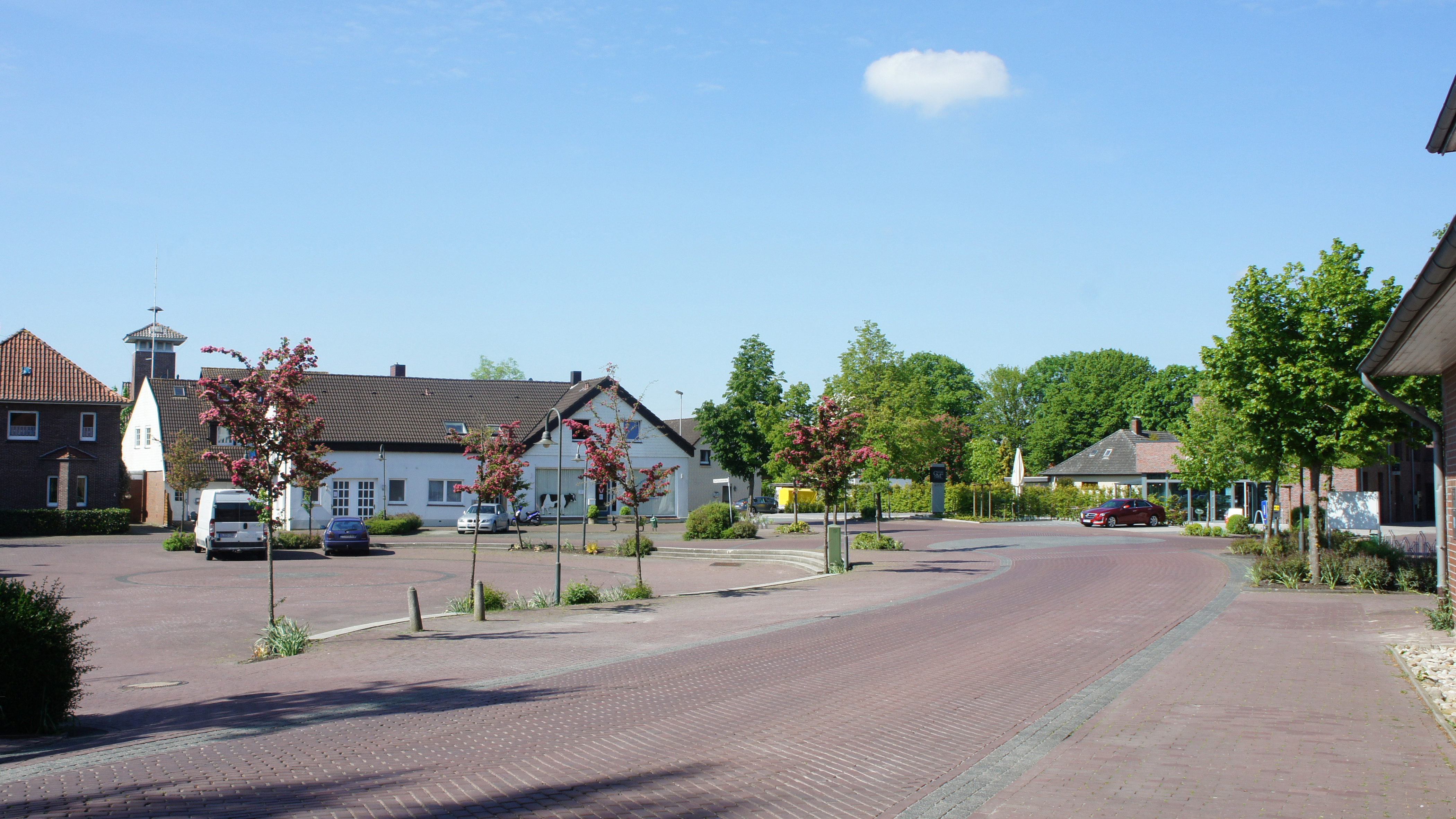
Marktplatz in Großenmeer (2020)

Mit den Stationen Ovelgönne, Strückhausen, Oldenbrok und Großenmeer war das heutige Gemeindegebiet von 1896 bis 1976 an die mittlerweile stillgelegte Bahnstrecke Oldenburg–Brake angeschlossen. Durch den Ort führt die Bundesstraße 211. Sie verbindet Brake mit der A 29 bei Oldenburg. Die Buslinie 440, auch bekannt als Weser Sprinter, fährt seit 1998 durch Großenmeer von Oldenburg bis nach Brake (Unterweser) /Nordenham/Blexen/ Bremerhaven und fährt auch bei der entgegengesetzten Richtung durch Großenmeer.

## Trivia
Großenmeer ist Schauplatz der Handlung des niederdeutschen Songs „Dree Buern ut Grotenmeer“, der verschiedentlich von Folkbands im Nordwesten Deutschlands vorgetragen wird. Das Lied berichtet von drei Bauern, die sich mutmaßlich gegen Ende des 19. Jahrhunderts eines Sonntagmorgens auf den Weg zur Kirche machen und deren Kirchgang letztlich an allerlei Absurditäten scheitert. Das Lied stammt aus der Feder des in Brake (Unterweser) aufgewachsenen Songwriters Helmut Debus und findet sich seit Anfang der 1980er Jahre in Liedersammlungen. Seither taucht es immer wieder in Repertoires bevorzugt norddeutscher Folkbands auf wie beispielsweise „Big Matten“ (Bremen), „Liekedeler“ (Pinneberg) und „Tullamore Two“ (Jever/Oldenburg). Dabei wird der niederdeutsche Text oft den lokalen Varianten des Plattdeutschen angeglichen, so dass der gesungene Text in Nuancen oft vom veröffentlichten Text abweicht. Der von Helmut Debus stammende Urtext entspricht dem in der oldenburgischen Wesermarsch gesprochenen Plattdeutsch.